# Tekiya (Ilinden)
Tekiya (en macédonien Текија) est un village du nord de la Macédoine du Nord, situé dans la municipalité d'Ilinden. Le village comptait 651 habitants en 2002.

## Démographie
Lors du recensement de 2002, le village comptait :
- Macédoniens : 231
- Serbes : 5
- Autres : 6